# ۹۹۹۴۲ آپوفیس
سیارک ۹۹۹۴۲ یا ۹۹۹۴۲ آپوفیس (به انگلیسی: 99942 Apophis، نامگذاری:2004MN4) نود و نه هزار و نهصد و چهل و دومین سیارک کشف شده‌است که در ۱۹ ژوئن ۲۰۰۴ کشف شد.
این سیارک که قبلاً با نام موقت ۲۰۰۴ ام ان ۴ نامیده می‌شد یک سیارک نزدیک به زمین است. داده‌های اولیه نشان می‌داد که این سیارک در ۱۳ آوریل ۲۰۲۹ با فاصلهٔ خطرناکی از کنار زمین خواهد گذشت یا با احتمال ۲٫۷ درصد با زمین برخورد خواهد کرد. پیش‌بینی‌های بعدی، برخورد را در ۱۳ آوریل سال ۲۰۳۶ و با احتمال ضعیف ۱ به ۲۵۶۰۰۰ بیان داشتند. در سال ۲۰۱۳، براساس آخرین مطالعات صورت گرفته، احتمال برخورد آپوفیس رد شد.
این سیارک قطری نزدیک به ۳۲۵ متر دارد که از کمربند کویپر به سمت زمین حرکت می‌کند. نیروی نظامی ایالات متحده آمریکا و روسیه به فکر منحرف کردن این سیارک بوده‌اند.

## شایعه ی احتمال برخورد در سال ۲۰۶۸
بررسی ها نشان داد که این سیارک ممکن است در سال ۲۰۶۸ به زمین برخورد کند.اما بعداً ناسا اعلام کرد که به دلیل نزدیک شدن سیارک به زمین در پنج مارس یعنی پانزده اسفند،ما تحقیقات بیشتری کردیم و به این نتیجه رسیدیم که سیارک تا صد سال آینده به زمین برخورد نخواهد کرد.